# Internet Browser (Nintendo 3DS)
O Internet Browser (japonês: インターネットブラウザー Hepburn: Intānetto Burauzā) é um navegador de internet projetado para o Nintendo DS, foi lançado na atualização do firmware do console em 6 de junho de 2011,, é baseado no navegador NetFront, ele pode ser controlado via toque ou pelo circle pad ou direcional digital, tem recursos para download e upload de arquivo e abrir arquivos 3D.
O navegador ganhou versões melhoradas para o New Nintendo 3DS e New Nintendo 2DS XL, passou a ter suporte para HTML5, além da possibilidade de abrir vídeos pelo próprio navegador, sem a necessidade de um aplicativo separado.